# Lindås
Lindås était une kommune limitrophe de Bergen, dans le comté de Hordaland, en Norvège. Son centre administratif est Knarvik, situé dans la partie sud-est de la municipalité. Les autres zones habitées sont Lindås, Seim, Ostereidet, Alversund and Leknes.
Elle fait partie du comté de Vestland et de la commune d'Alver depuis le 1er janvier 2020.
La municipalité a une des plus grosses raffineries de pétrole en Europe du Nord. La raffinerie de Mongstad est le plus gros employeur local.
Des anciens campements vikings ont été retrouvés. La tombe du roi viking de Norvège Haakon Ier se trouve à Seim.

## Le nom
La municipalité (originellement la paroisse) a pris le nom de la ferme Lindås (norrois Lindiáss), depuis que la première église y a été construite. La première partie vient de lindi 'Tilleul (Tilia)', et la dernière áss de 'arrête montagneuse'.
Depuis 1921, le nom est écrit « Lindaas ».

## Blason
Le blason est de l'époque contemporaine, il montre un tilleul.